# Isoneuromyia elegantissma
Isoneuromyia elegantissma är en tvåvingeart som först beskrevs av Tollet 1950.  Isoneuromyia elegantissma ingår i släktet Isoneuromyia och familjen platthornsmyggor. Inga underarter finns listade i Catalogue of Life.